# Korczewski

Herb rodowy

Korczewski – polskie nazwisko odimienne od imienia Krczon, Korczon występującego do XIV na Połekszu, Jaćwieży w dorzeczu rzeki Ełk. Połekszanie, lud szlachetny, choć nie istnieje już jako naród, zaginął też jego język. Potomkowie ich żyją dziś wmieszani w inne kultury. W wyniku podboju Prus i prowadzonej krwawej kolonizacji przez zakon krzyżacki w XIII-XIV wieku, Połekszanie wyemigrowali na Litwę, Podlasie i Mazowsze, gdzie zostali osiedleni przez książąt mazowieckich na prawie rycerskim. Otrzymali ten sam herb o nazwie Prus, znajdują się w bliskim otoczeniu księcia mazowieckiego. Od nich pochodzą rodziny drobnej szlachty na Mazowszu, a nawet w Wielkopolsce. Jeszcze w XV wieku ich potomkowie używali przeważnie imion przodków, np. Krczon, Lankuna, Preythor, Narwot, Nienałt, Santor, Skierdo, Waga, itd. Książę Janusz I Starszy nadał 30 łanów ziemi, miary chełmińskiej, położone w ziemi drohickiej na Podlasiu Preythorowi h. Prus, dziedzicowi z Brzezia, wnukowi Krczona (Krczonone de Naquassino)  i zezwolił na założenie osady Korczew. W.Ks. Witold, po przejęciu Podlasia (w roku 1415), potwierdza prawo własności Preythora Korczewskiego, teraz już h. Świeńczyc do osady Korczew, w 1416 roku. Przedstawiciele Korczewskich zamieszkują Mazowsze i Podlasie, a w wieku XV osiadają na Rusi w powiatach owruckim, żytomierskim i kijowskim.

## Współcześnie
Obecnie zameldowanych w Polsce jest ponad 320 osób noszących nazwisko Korczewski, Korczewska.

## Znani rodowcy
- Wit Korczewski (XVI w.) – poeta, autor dialogu Rozmowy polskie, łacińskim językiem przeplatane